# Крініцберг
Крініцберг (нім. Crinitzberg) — громада в Німеччині, розташована в землі Саксонія. Входить до складу району Цвікау. Складова частина об'єднання громад Кірхберг.
Площа — 18,82 км2. Населення становить 1852 ос. (станом на 31 грудня 2020).